# Nombre pseudo-premier de Catalan
En mathématiques, un pseudo-premier de Catalan est un nombre composé impair n satisfaisant la congruence
{\displaystyle (-1)^{\frac {n-1}{2}}\cdot C_{\frac {n-1}{2}}\equiv 2{\pmod {n}},}
où Cm signifie le mième nombre de Catalan. La congruence est également valable pour tout nombre premier impair n qui justifie le nom pseudo-premier pour les nombres composés n le satisfaisant[pas clair].

## Propriétés
Les seuls pseudo-premiers de Catalan connus sont : 5907, 1194649, et 12327121 (suite A163209 de l'OEIS), les deux derniers étant des carrés de nombres premiers de Wieferich. En général, si p est premier de Wieferich, alors p2 est un pseudo-premier de Catalan.